# Ménétréol-sous-Sancerre
Ménétréol-sous-Sancerre é uma comuna francesa na região administrativa do Centro, no departamento Cher. Estende-se por uma área de 5,69 km². Em 2010 a comuna tinha 328 habitantes (densidade: 57,6 hab./km²).